# Памятники-символы
Памятники-символы — памятники, имеющие наибольшее значение для человека (общества), при этом ценностный спектр значений таких памятников, как правило, многообразен. 
Для одних людей памятники-символы могут иметь позитивное значение (мемориалы павшим в других государствах и странах), а для других — сугубо негативное (как символы порабощения и угнетения), для иных — нейтральное и тому подобное. Проблема памятников-символов важна для общего памятниковедения.

## Описание
Преимущественно к памятникам-символам относят объекты природы, истории и культуры, консолидирующие общности высокими морально-нравственными ценностями. Это государственная символика и памятники, связанные с ней; природные объекты как символы страны и народа; общезначимые памятники культуры. Общепринятой классификации памятников-символов на настоящее время нет.
Многое при классификациях памятников-символов зависит от понимания смысла символа и символики, отличных от сравнительно рядовых памятников.
Символика памятника здесь выступает как привлекательная коммуникационная модель, интегрирующая индивидуальные сознания в единое смысловое пространство культуры.. Символ (не путать с однозначностью конкретных знаков) — ныне одно из центральных понятий философии, эстетики, филологии, без чего нет самой теории познания.
Несмотря на внешнюю общепонятность, понятие «символ» остается обозначением многозначности, которую трудно ранжировать. Но почти всеми ощущается и осознается высокий смысл этого понятия, идущий от символики древнейших верований. Символ оказывается столь же древним, как многотысячелетнее человеческое сознание. И древнейшие памятники-символы (места обитания первобытных людей, следы их деятельности) отражают начала этого сознания.
Встречаются подмены понятия символ понятием концепт — такой модификацией символа, которая в его равновесном единстве выдвигает вперед культурно-коллективные значения, а индивидуальные оттенки смысла относит к «периферии». Но символ — диалектическое единство индивидуального и всеобщего, в котором совместный опыт наиболее универсален.
Терминологическая путаница в теории концепта может быть устранена при опоре на теорию символа.
По Л. Н. Тимофееву, «символ есть предметный или словесный знак, условно выражающий сущность явления с определённой точки зрения, которая и определяет самый характер, качество символа (революционного, реакционного, религиозного и др.)». «В основе своей символ имеет всегда переносное значение. Взятый же в словесном выражении — это троп. В символе наличествует всегда скрытое сравнение, та или иная связь с явлениями быта, с явлениями исторического порядка, с историческими сказаниями, верованиями и т. п.». «В искусстве символ имел всегда (имеет и сейчас) особо важное значение. Это связано с природой образа, основной категории искусства. Ибо в той или иной мере всякий образ условен и символичен уже потому, что в единичном воплощает общее. В художественной же литературе известная символичность таится в любом сравнении, метафоре, параллели, даже подчас эпитете. Олицетворение в баснях, аллегоричность сказок, аллегория вообще — это в сущности разновидности символики».
Проблемы символов, включая и символику разнообразных памятников, отражены в трудах С. С. Аверинцева, Н. Д. Арутюновой, А. Н. Гордиенко, В. В. Иванова, Э. Кассирера, Л. А. Колобаева, Н. В. Кулагина, А. Ф. Лосева, Ю. М. Лотмана, М. К. Мамардашвили, К. А. Свасьяна, Г. С. Сычева и целого ряда других исследователей.